# Veliki Brat (Tisuću devetsto osamdeset četvrta)
Veliki Brat (engl. Big Brother) lik je u Orwellovu romanu Tisuću devetsto osamdeset četvrtoj koji predstavlja diktatora, odnosno vođu totalitarnog režima u fiktivnoj državi Oceaniji. U romanu se ne pojavljuje neposredno nego tek kao simbol svemoćne vlasti na sveprisutnim propagandnim plakatima i emisijama telekrana.
Nakon objave romana pojam "Veliki Brat" ušao je u mnoge rječnike kao sinonim za vlast koja nadzire ili nastoji u potpunosti nadzirati svoje podanike, odnosno za suvremenu tehnologiju koja je u potpunosti uklonila mogućnost da građani očuvaju svoju privatnost.
U romanu se Veliki Brat na plakatima prikazuje kao ličnost od otprilike 45 godina starosti za kojeg propaganda vladajuće partije tvrdi da je zajedno s Emmanuelom Goldsteinom vodila revoluciju koja je uspostavila vladajući poredak. Roman međutim sugerira da uopće nije sigurno je li Veliki Brat živ, odnosno da li je uopće postojao jer je, s obzirom na strahovitu moć manipulacije kojom raspolaže režim, moguće da Veliki Brat predstavlja ličnost koju je partija izmislila radi održanja na vlasti. Winston Smith, protagonist romana, maglovito se sjeća da je pojam prvi put čuo 1960-ih i da je kao službenik Ministarstva istine posvjedočio da ga je propaganda počela smještati sve dalje i dalje u prošlost kao vođu revolucije, sve do 1930-ih i 1940-ih.
Veliki je Brat u svakom slučaju predmet kulta ličnosti koji se, između ostalog, održava i kroz javne manifestacije poput dviju minuta mržnje.
U ekranizacijama romana Veliki se Brat obično prikazuje kao lice s brkovima. Zbog toga je dijelom i uvriježeno mišljenje da je Orwell Velikog Brata modelirao prema Josifu Staljinu.

## Pojavljivanje u romanu

### Egzistencija
U romanu nije jasno da li je Veliki Brat ikad bio stvarna osoba ili se radi o fikciji koju je partija izmislila radi vlastite personifikacije.